# العين (الدلم)
العين، هي قرية من فئة (ب) تقع في محافظة الدلم، والتابعة لمنطقة الرياض في السعودية. وتبعد العين عن محافظة الدلم بمسافة تقارب () كم.